# Talagante (província)
Talagante é uma província do Chile localizada na Região Metropolitana de Santiago, tem superfície de 601,6 km² e população de 217.449 habitantes. A capital provincial é a cidade de Talagante.

## Geografia
A província localiza-se na porção oeste da Região Metropolitana de Santiago, limitando-se: a oeste com a província de Melipilla; a norte com a província de Santiago; a sudeste com a província de Maipo.
A província é constituída por 5 comunas:
- Isla de Maipo
- El Monte
- Padre Hurtado
- Peñaflor
- Talagante